# فرانسوا سیکولینی
فرانسوا سیکولینی (انگلیسی: François Ciccolini؛ زادهٔ ۳ ژوئن ۱۹۶۲) بازیکن فوتبال اهل فرانسه است.
از باشگاه‌هایی که در آن بازی کرده‌است می‌توان به باشگاه فوتبال باستیا اشاره کرد.